# 하코네산 (신주쿠구)

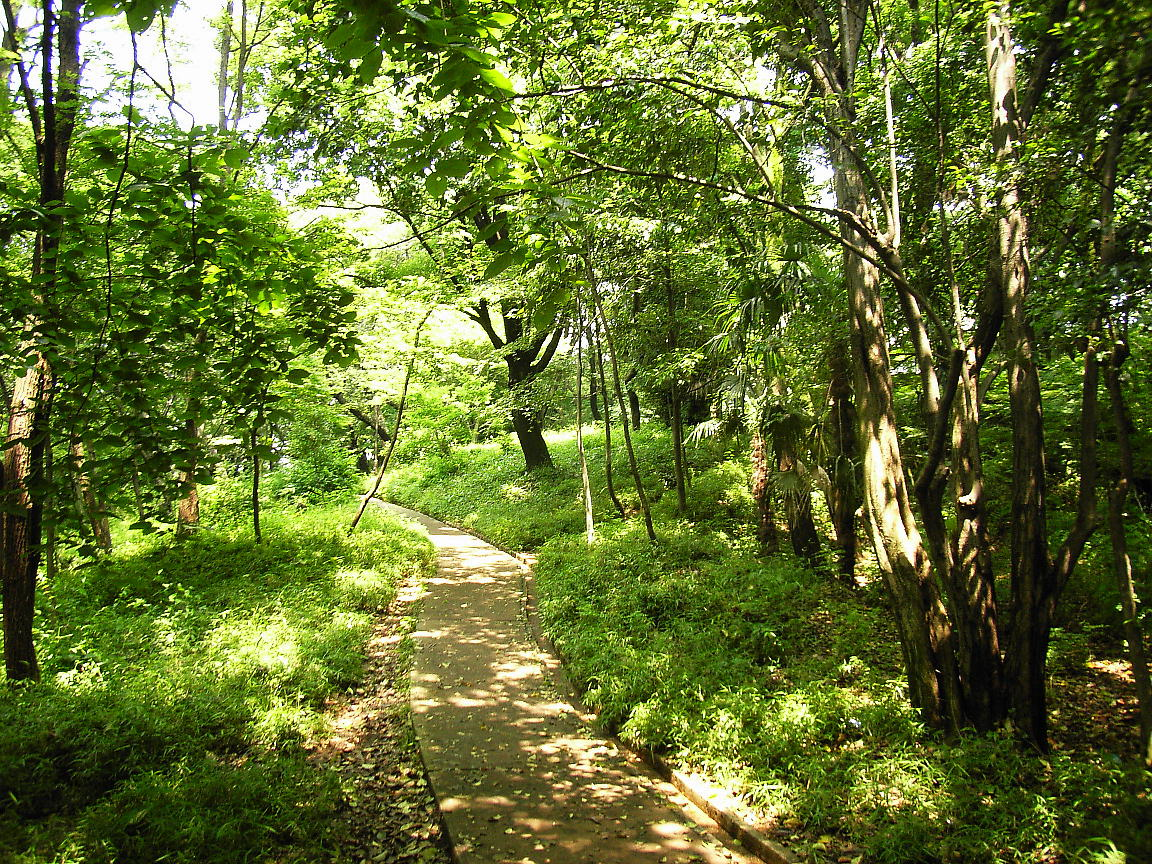
하코네 산 입구 (2005년 6월)

하코네산(일본어: 箱根山 하코네야마[*])는 일본 도쿄도 신주쿠구 도야마에 위치한 산이다. 야마노테 선 내에서 가장 고도가 높은 인공 산이며, 고도는 약 44.6m이다.